# Corneromyces
Corneromyces är ett släkte av svampar. Corneromyces ingår i ordningen Boletales, klassen Agaricomycetes, divisionen basidiesvampar och riket svampar.
|              | Serpulaceae                              |
|              |                                          |
|              | Sclerogastraceae                         |
|              |                                          |
|              | Sclerodermataceae                        |
|              |                                          |
|              | Rhizopogonaceae                          |
|              |                                          |
|              | Protogastraceae                          |
|              |                                          |
|              | Paxillaceae                              |
|              |                                          |
|              | Hygrophoropsidaceae                      |
|              |                                          |
|              | Gyroporaceae                             |
|              |                                          |
|              | Gomphidiaceae                            |
|              |                                          |
|              | Gastrosporiaceae                         |
|              |                                          |
|              | Gasterellaceae                           |
|              |                                          |
|              | Diplocystidiaceae                        |
|              |                                          |
|              | Coniophoraceae                           |
|              |                                          |
|              | Boletinellaceae                          |
|              |                                          |
|              | Boletaceae                               |
|              |                                          |
|              | Amylocorticiaceae                        |
|              |                                          |
|              | Calostomataceae                          |
|              |                                          |
|              | Suillaceae                               |
|              |                                          |
|              | Tapinellaceae                            |
|              |                                          |
|              | Marthanella                              |
|              |                                          |
| Corneromyces | \| \| Corneromyces kinabalui \| \| \| \| |
|              | \| \| Corneromyces kinabalui \| \| \| \| |
|              | Corditubera                              |
|              |                                          |
|              | Jaapia                                   |
|              |                                          |
|              | Phaeoradulum                             |
|              |                                          |
|              | Coniophoropsis                           |
|              |                                          |
|              | Corneromyces kinabalui                   |
|              |                                          |

|  | Corneromyces kinabalui |
|  |                        |